# Pincet

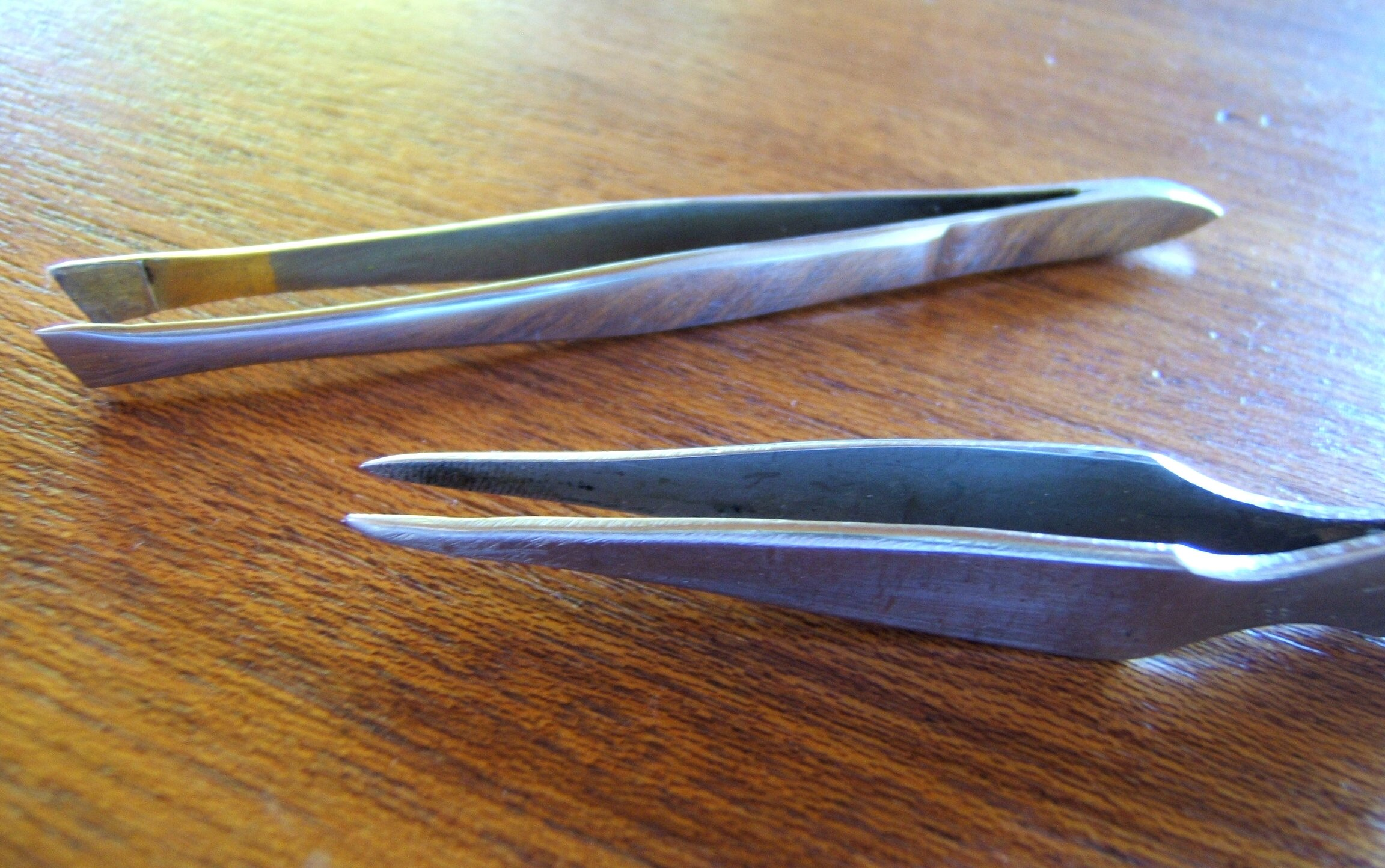
Schuine platbek pincet en puntpincet

Een pincet is een fijn instrument dat bestaat uit twee stukjes gebogen metaal die aan één kant aan elkaar bevestigd zijn. Aan het andere eind is een verende opening tussen de twee bladen, die heel precies op elkaar passen wanneer men de bladen naar elkaar toeknijpt. Het woord pincet komt van de Franse woorden pince en pincer, hetgeen resp. 'tang' en 'knijpen/vastklemmen' betekent. Het eerste metalen pincet dateert uit het bronzen tijdperk. Daarvoor werden ze gemaakt uit hout, beenderen en hoorns.
Het geheel is te zien als een nabootsing van de duim en wijsvinger en met een pincet kan men dezelfde dingen doen, maar dan op veel kleinere schaal. Een pincet wordt bijvoorbeeld vaak gebruikt om houtsplinters uit de huid te verwijderen maar ook postzegelverzamelaars gebruiken vaak een postzegelpincet. Een schoonheidsspecialiste gebruikt een pincet om overtollige beharing in het gezicht te verwijderen, bijvoorbeeld rond de wenkbrauwen.